# Kirstin Drenkhahn
Kirstin Drenkhahn (* 1975) ist eine deutsche Juristin und Universitätsprofessorin.

## Leben
Nach dem Abitur studierte sie an der Ernst-Moritz-Arndt-Universität Greifswald und der Université catholique de Louvain in Louvain-la-Neuve (Belgien) Rechtswissenschaft. Nach der Ersten Juristischen Staatsprüfung 1999 war sie von 2000 bis 2003 Wissenschaftlicher Mitarbeiterin am  Lehrstuhl für Kriminologie (Frieder Dünkel) an der Universität Greifswald. Von 2003 bis 2005 erfolgte ein juristischer Vorbereitungsdienst am Landgericht Lübeck, welches sie mit dem Zweiten Staatsexamen abschloss. 2006 wurde sie zum Thema "Sozialtherapeutischer Strafvollzug in Deutschland" promoviert. Von 2006 bis 2008 war sie Redaktionsleiterin der Greifswalder Halbjahresschrift für Rechtswissenschaft. Von 2011 bis 2017 war Drenkhahn Inhaberin einer Juniorprofessur für Strafrecht und Kriminologie an der Freien Universität Berlin. 2017 wurde sie zur Universitätsprofessorin ernannt. Seit 2018 ist Kirstin Drenkhahn Präsidentin des DBH – Fachverband für Soziale Arbeit, Strafrecht und Kriminalpolitik.
Mitte Juni 2024 forderte Drenkhahn mit mehreren tausend weiteren Professoren und Dozenten den Rücktritt der Bildungs- und Forschungsministerin Bettina Stark-Watzinger aufgrund ihrer Erwägungen zur Kürzung von Forschungsmitteln für Hochschulangehörige, die sich zuvor gegen die Räumung eines propalästinensischen Protestcamps ausgesprochen hatten.

## Veröffentlichungen
- Mit Heribert Ostendorf: Jugendstrafrecht, Nomos Verlagsgesellschaft, 9. Auflage, 2017, ISBN 978-3-8487-3490-0
- Mit Frieder Dünkel und Christine Morgenstern: Humanisierung des Strafvollzugs – Konzepte und Praxismodelle, Mönchengladbach : Forum-Verl. Godesberg, 2008, ISBN 978-3-936999-59-4
- Sozialtherapeutischer Strafvollzug in Deutschland, Mönchengladbach : Forum-Verlag Godesberg, 2007, ISBN 978-3-936999-18-1
- Mit Frieder Dünkel: Youth violence : new patterns and local responses : experiences in East and West, Mönchengladbach : Forum Verlag Godesberg, 2003, ISBN 393-0982-81-1

## Belege
1. 1 2  Prof. Dr. Kirstin Drenkhahn | Autorenprofil und Werke | beck-shop.de. Abgerufen am 9. Mai 2018.
2. ↑  Kirstin Drenkhahn. 27. April 2011, abgerufen am 9. Mai 2018.
3. ↑  Präsidium | DBH e.V. - Fachverband für Soziale Arbeit, Strafrecht und Kriminalpolitik. Abgerufen am 8. Januar 2019.
4. ↑  Wegen möglicher Sanktionen: 1000 Dozenten fordern Rücktritt der Bildungsministerin. In: Der Tagesspiegel Online. ISSN 1865-2263 (tagesspiegel.de [abgerufen am 15. Juni 2024]).
5. ↑  Nach Palästina-Protest an der FU Berlin: Dozenten kritisieren schnelle Räumung durch Polizei. In: Der Tagesspiegel Online. ISSN 1865-2263 (tagesspiegel.de [abgerufen am 15. Juni 2024]).

| Personendaten    | Personendaten                                 |
| ---------------- | --------------------------------------------- |
| NAME             | Drenkhahn, Kirstin                            |
| KURZBESCHREIBUNG | deutsche Juristin und Universitätsprofessorin |
| GEBURTSDATUM     | 1975                                          |